# 本膳料理
本膳料理（ほんぜんりょうり）とは、日本料理のひとつ。
「食事をとる」という行為自体に儀式的な意味合いを持たせているのが特徴。
室町時代に確立された武家の礼法から始まり江戸時代に発展した形式。しかし明治時代以降ほとんど廃れてしまい、現在では冠婚葬祭などの儀礼的な料理に面影を残す程度である（婚礼の際の三々九度など）。更に、肝心の料理店自体が用語の使い方を誤っている例がしばしば見られる（単なる婚礼や法事の会席料理や仕出し弁当に「本膳料理」という名前を付けている例がある）。
なお、茶会における宴会の本膳は「懐石」と呼び区別される。

## 定義
本膳料理という名で記録された料理には三種類ある。
1. 室町時代の武家が式正（しきしょう）料理として用いた料理。式正というのは儀礼として正統という意味。
2. 江戸幕府が饗応で用いた料理のうち簡略化したほう。七五三膳ではないほう。
3. 江戸時代中期以降に、庶民に用いられた「袱紗料理」の異称。

## 歴史

### 起源と平安時代の大饗
日本における宴会は酒礼・饗膳・酒宴の三部から構成され、中国の唐礼や朝鮮半島からの影響を受け酒礼に三献を伴う儀式が成立したと考えられている。酒礼は一同に酒が振る舞われる儀礼で、今日の乾杯や「駆付け三杯」にあたる。酒礼の後には飯汁を中心とした饗膳（膳、本膳）に入り、茶や菓子も含まれる。酒礼と饗膳は座を変えて行うことが多く、平安時代の饗宴においては酒礼・饗膳を「宴座」、宴会の酒宴は「穏座」と呼称して区別していた。
平安期には祭礼や節会などにおいて大饗（だいきょう）と呼ばれる貴族の儀礼食が存在した。平安貴族が大臣に任官した際には「大臣大饗」が開かれ、正月には「正月大饗」が開かれた。平安期の酒宴では肴と吸物が饗膳の菜・汁とは明確に区別されておらず、また酒肴として一献ごとに芸能が献じられる点を特徴とする。
平安後期の藤原頼長の日記『台記』保延2年（1136年）12月9日に記される大臣大饗の記事に拠れば、後代の式三献における「初献」の言葉は見られないが、主人から始まり一同が盃を取り、初献に相当する「一献」が行われている。二献では主人の頼長が酒を飲んでいない点を特徴とし、これは大江匡房『江家次第』においても同様の記述が記され、当時の作法であったと考えられている。三献では頼長は酒を飲んでいるが、『台記』に拠れば三献において主人が酒を飲むかの作法をめぐり議論が存在していたという。
後代の式三献においては、三献ののち座を改め饗膳に入るが、平安期に大饗では三献と饗膳の間に明確な区別は見られない。ただし、三献までは盃に様器を用いているのに対し、三献以下は土器を用いており、意識的な区別が存在していたと考えられている。『台記』に記される大臣大饗では六献まで記され、酒肴は初献前に客前に二折敷の肴物が並べられている。二献より前に主人の前にも同じ肴物が並べられ、三献では盃の後に飯汁が並べられ饗膳に入ったという。
大饗では主人や客は兀子（ごっし）と呼ばれる椅子に着座し、客の前には机が置かれた。古来から日本における日常食は一人分の料理を各自に配膳する銘々膳（個人膳）の様式が一般的であったが、儀礼食である大饗の饗膳料理は、台盤と呼ばれる大型の卓上に大量の菜類が並べられ、複数の客がこれを囲む共同膳の形式が取られた。実際に客が口にする料理は一品ずつ配膳され、すでに後の本膳料理と同様に前の料理を片付けて次の料理に移る時系列的な食事が成立していたと考えられている。また、後の本膳料理と同様に料理は「高盛」で供され、台盤の上に馬頭盤（ばとうばん）と呼ばれるくびれた皿が乗せられ、その上に箸と匙が乗せられた。
後代には本膳料理の成立に伴い和様化する。台盤や椅子は用いられなくなり主人も客も床に着座し、銘々膳の形式が導され床に直に安置する高杯に料理が分けられる形式となる。

### 本膳料理の成立
鎌倉時代、武家の間には「椀飯」という正月に御家人から将軍に料理を献上する儀式があった。当初は鯉一匹など簡単な物であったが、室町時代になり武家の経済的政治的優位が確立し、幕府政治の本拠地も公家文化の影響が深い京に移るに至って、料理の品数も増え、料理自体にも派手な工夫が凝らされるようになった。
南北朝時代には公家の一条兼良（1402年 - 1481年）の往来物『尺素往来（せきそおうらい）』において本膳・追膳（二の膳）・三の膳の呼称が記され、「本膳」の言葉が出現する。また、室町時代には『蔭涼軒日録』長禄3年（1459年）に正月25日に将軍足利義政が御所において御煎点（ごせんてん）を行った際の饗膳が記されている。『尺素往来』で言及された食事は仏僧への饗応、『蔭涼軒日録』のは精進料理であることから、膳を用いた饗応の形式、また一の膳を本膳と呼ぶ習慣の発達には寺社が携わっていたとも考えられている。
室町時代には主従関係を確認する杯を交わすため室町将軍や主君を家臣が自邸に招く「御成」が盛んになり本膳料理が確立した。
このような折に用いられる、儀礼として正統とされる料理は式正の料理と呼ばれた 。
式正料理は、様々な役割を持つ膳部を組み合わせて一連の饗応とする。饗応の流れには流派があり、大草流、進士流、四条流などの流派ができている。武家は大草流、進士流を用い、公家は四条流、高橋家を用いた。
どの流派も大筋は同じであって：式三献→三献→饗膳→酒宴の順で進む。

### 江戸幕府の本膳料理
織豊時代になると、織田信長、豊臣秀吉ともにいわゆる成り上がり者であって、有職故実に則った料理を重んじることはなかった。ただし、茶会を好む気風があり、饗応には懐石料理が用いられていた。
いっぽう江戸幕府は室町幕府が用いた式正料理を受け継いだのだが、有職故実の色濃い七五三膳と、より合理化した本膳料理に分離しており、それらを並行して使い分けた 。七五三膳と本膳料理が両方使われた記録が残っているのは、朝鮮通信使の饗応と、1626年（寛永三年）二条城に後水尾天皇を迎えたときの饗応である。
朝鮮通信使が来聘したときの日本側の饗応は、相手の官位によって七五三膳と本膳料理を使い分けていた。三使に対しては七五三膳、通事等に対しては五五三膳、上官には五三二膳、中官には二汁八菜の本膳・二の膳付き、下官には一汁六菜の本膳のみ  。
七五三膳は実際には食べず、代わりに実際に食するための引替膳が供された。
1626年、徳川家光が上洛し二条城に後水尾天皇を迎えたときの饗応では、日によって七五三膳と本膳料理を使い分けている 。
七五三膳は室町時代の流儀を踏襲したものであるが、本膳料理はそれに比べると合理化・簡略化されており、式三献や饗膳を伴っていない。本膳から始まり、二の膳、三の膳、向詰、引き而が出たあと、お吸い物が三つ、菓子という流れで行われた 。
一方、七五三膳は実際には食べず、代わりに実際に食するための引替膳が供されている。二条城の場合引替膳は、本膳から始まり、二の膳、三の膳、引き而が出たあと、お吸い物が三つ、菓子という流れで行われた。
本膳料理は引き替えのお膳と呼ばれていた 。

#### 引而
引而（ひきて）とは、最初は膳の上に並べず後から給仕人が客に供する料理を言う 。
引き肴、引き物とも言い、「引く」とは亭主が持参して引き渡すという意味である。
前述の二条城饗応の際の引而は、焼き魚、かまぼこ、焼き鳥、酢の物、こけら鮓、田楽といったものを用いた。
時代が下ると口取りの類となり、折詰にして持たせて帰す風習が生まれた。
茶懐石の献立でも引而が出ることがあるが、献立に「引而」とのみ書かれている場合は香の物である。

### 袱紗料理
江戸時代中期になると「ふくさ料理」が生まれる。これは本膳料理が簡素化され、官民共通のもてなし料理として様式化されたものである 。
本膳料理が次第に用いられなくなったのに対し、ふくさ料理が一般に残ったため、今日ではこれを本膳料理という場合が多い。

## 形式

### 室町時代の式正料理の形式
室町時代の式正料理は主に式三献、三献、饗の膳、酒宴からなる。膳組の種類は菜の材料、さらに料理を盛る膳や器は客の身分・役職により変化し、身分の上下に伴い簡略化される。大規模な饗宴では七の膳まであったとの記録もある。
本膳料理は七五三の膳を正式な形式としているが「七五三膳」の意味は論者によって異なる。
客の官位によって格式が変わるが、そのとき饗の膳の数が増え、それに伴い料理の品数が増減する。三の膳まで出すときは、料理の品数は本膳に七菜、二の膳に五菜、三の膳に三菜となる。
このことから、饗の膳を七五三膳と呼ぶ。
なお、五の膳まで出すときは七七五三三、七の膳まで出すときは七五三三三三三となる。
膳の数は七、五、三のいずれかとなることから、これをもって七五三膳と呼ぶとする説もある。
いっぽう、「貞丈雑記」（伊勢流の有職家伊勢貞丈（天明四年没）が記した書）では“饗の膳を三の膳まで出し、五献、七膳までを出すのを七五三膳という”と記している。この中で伊勢安齋は大草流の「式三献七五三膳部記」に言及しているが、大草流の五献七膳は、五献で酒盃を五回巡らす間に酒肴の膳を七ついただく（一献の間に膳を二ついただく回が二回ある）というもので、七五三膳はこれとは別に存在している。
江戸時代中頃になると七五三膳の解釈がばらばらになるということは、現実には七五三膳が出されなくなったことを示していると言える。

### 式三献
式三献は宴会の三部のうち、はじめの酒礼にあたる。室町時代の記録によれば、室町期の御成は午後2時・3時頃に主君が到着し、当主は門前で主君を迎えた後に邸内へ招き、式三献が行われる公饗の間（くぎょうの間）と呼ばれる部屋へ案内する。公饗の間は書院造の部屋であるが、古い寝殿造の様式を残していたという。式三献は今日の結婚式における三三九度として形を残している。
室町将軍の御成記や武家故実書によれば、式三献は主殿（寝殿）で行われ、その後、会所に移り、ここで改めて初献から三献までの三献が出された後、五の膳もしくは七の膳までが据えられる膳部となり、さらに四献以下の献部となることがわかる。主殿での式三献と会所に席を移しての初献から三献までの三献とは、全く別のものである。式三献では、初献に海月・梅干・打鮑、二献に鯉のうちみ（刺身）、三献にはわたいり（腸煎り～鯉の内臓の味噌煎り煮）が出されることが通例であるが、これらには箸をつけず、実際に食されることはない。式三献は、武家社会において、新たに生み出された儀礼であると考えられる。

### 三献
三献では盃が三回巡りその肴として吸物・肴が三組出される。流派によっては初献の吸い物は雑煮に入れ替わる。
江戸時代に入り本膳料理が簡略化されたあとの時代にも三献が用いられる例はあった。例えば黒船来航の折、ペリー提督一行を武州横濱で饗応したときの料理は、三献ののち本膳（二汁五菜）、中酒付きという形式だった

### 饗膳
室町時代の式正料理を特徴づけるのが饗膳である。饗膳と呼ばれる膳立ては複数の膳を出すのだが、順に本膳、二の膳、三の膳……という名前がついており、一番目に当たる膳は一の膳とは言わず「本膳」という。このことから、饗膳全体または一連の饗宴の料理全体を本膳料理という 。
本膳料理の確立に伴い、室町時代から江戸時代には「献立」の言葉が使用され、饗宴における飲食全体を意味した。
饗膳は実際には食べない。饗膳には相生松を立てる。この相生松というのは、膳の四隅に松の小枝を立て、それらの間に五色の水引を張る。ちょうどバリケードのようになり客は実際には料理を手に取ることはできないようになっている 。内容も、汁物、刺身、炙り物もいくつかみられるが、フカ肉、熨斗鮑、干し鯛をほぐしたもの等、乾物が多く使われる。味付けは塩、酢、酒、醤のみを用いて醤油や味噌は使わない。このような姿は古代食あるいは神饌に近い。
この椀には鴫、この椀は鱧など、料理の材料や調理方法まで流派で定めがある。よって、季節感や土地柄は感じられない。また、川魚、海魚、野菜などのカテゴリごとに食材の上中下の格が決まっており、料理の格式によって出すべき出さざるべきが決まっていた 。
饗膳では、本膳に七菜、二の膳に五菜、三の膳に三菜を載せることから、七五三膳と呼ばれることがある。つまり、ここでは饗膳が七五三膳である
（ただし、七五三膳という語が何を指すかは論者によって解釈が異なる）。
饗の膳は少なからず儀礼的な物であり、この後に能や狂言などの演芸・書画鑑賞といった余興が行われつつ、後段と呼ばれるうどんや素麺といった軽食類や酒肴が出されて、ここで本来の意味での酒宴になった。なかには三日近く行われた宴もあったようだ。

### 江戸時代の本膳料理の形式
江戸時代になると本膳料理が単独の献立となり、一汁三菜、一汁五菜、二汁五菜、二汁七菜、三汁五菜、三汁七菜、三汁十一菜などがあったとされる。
本膳料理では、膳に付く料理が独特の名を持つ：
鱠なますまたは刺身。
坪汁の少ない煮物。壺とも書く。細くて蓋付きの器で出すことからその名がある 。
平汁の多い煮物。五種類くらいの具を炊き合せにするなどし、色よく盛る。
猪口(ちょく)和え物など。中酒膳で出される猪口と区別して大猪口と呼ぶこともある。
向付焼き魚。九寸の鯛の尾頭付きにするのが正式である。向付は本膳、二の膳とは別の膳に乗せて出し、客は食べずに持ち帰る 。
台引き強肴（しいざかな）に同じ。膳に出す料理の員数外として客に配って回る料理 。もともとは客は食べずに持ち帰るためのものだが、現在ではすたれた。
普通のお客様だと二汁五菜とする。このことから、二汁五菜様式が「二の膳付き」という名で定着するようになった。
二汁五菜は、本膳に飯、汁、香の物、鱠、坪を並べ、箸は膳の右の縁に掛けるように置く。二の膳に二の汁、平、猪口を載せ本膳の右に並べ、また折敷に焼物を載せて本膳の向こうに出す 。二汁五菜には亭主の強肴として台引きが出る。これは亭主が客の平皿の蓋を借り受けて台の料理を盛って返す 。

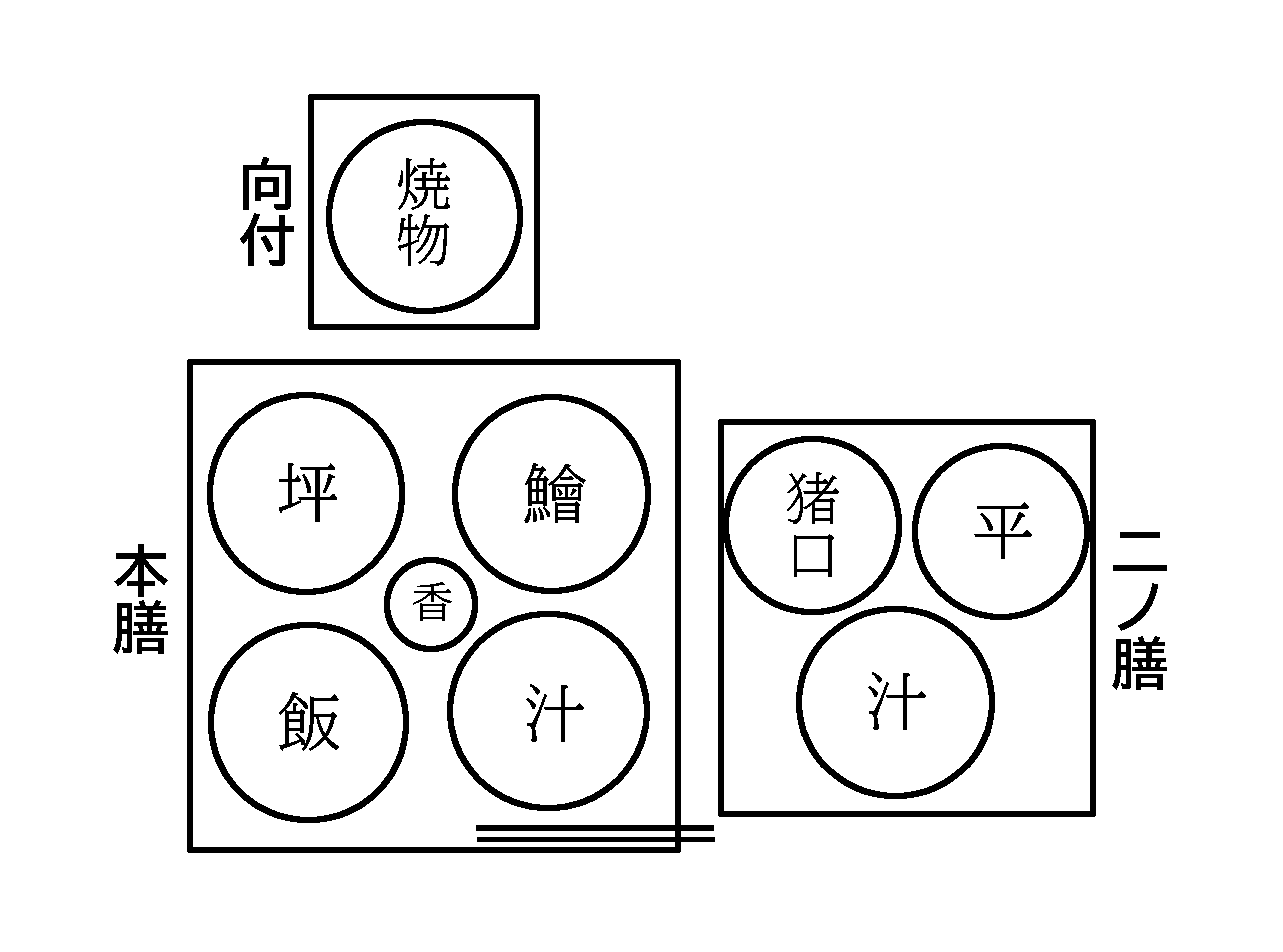
本膳料理、二汁五菜の配膳図

本膳の飯と菜を食べきってから二の膳に手を付ける。このときに飯をお代わりする。ただし、香の物には手を付けず残す。
膳部を食べ終わったら、配膳役は向付の膳を下げ、入れ替わりに酒盃の乗った膳を出す。これを中酒という。中酒に合わせ、中酒肴と中酒吸物も出す。中酒肴は中皿と猪口であり、それぞれ魚田、酢浸しを盛る。
中酒が済んだら湯桶が出るので、湯を飯椀で受けて飲み、香の物をいただく。
最後に菓子と茶が出て終了となる。
一汁五菜は、二汁五菜から二の汁を略す。このとき、二の膳から二の汁を略したときは二の膳と呼ばず脇膳と言う。一汁五菜から坪を略すと一汁共五菜という（四という文字を避け一汁四菜とは言わない。共とは香の物を菜の数に含めて数えているという意味）。 。
一汁三菜は、本膳に飯、汁、香の物、鱠、平を並べ、また折敷に焼物を乗せ本膳の脇に置く 。ここで言う一汁三菜は客膳であるから中酒、中酒吸物と中酒肴が一点付き、茶と菓子が出る。
一汁共三菜は、一汁三菜から向付を略す。
汁と鱠を出さない形式を一菜香物という。このとき飯ではなく湯漬け飯を出し、香の物を添え、菜は焼物か平とする。
二汁七菜は二汁五菜に加えて、本膳の左に脇膳を加え、刺身と茶椀を乗せる。三汁七菜は二汁七菜の脇膳に三の汁を加え三の膳とする 。
三汁九菜は三汁七菜に加えて、与の膳に焼物、五の膳に州浜台を出す。このとき向詰を置かない。このほか二の膳に杉小桶または覗き猪口を付ける 。
三汁十一菜は五の膳に州浜、平皿を付ける  。

### 本膳料理の儀式性と引替膳
本膳料理に特徴的なのはこうした膳の多くが「見る」料理であり、神饌（しんせん）や仏供・仏餉と同様に飯・餅などを「高盛」と呼ばれる飾り盛で供された。実際に食べる事ができる料理は決して多くは無かった。本膳料理が形骸化すると実際に食べる部分が少なくなったことから、食べるための膳として引替膳が編み出された。引替膳は室町時代には遡らず、天正9年（1581年）の織田信長が徳川家康を饗応した「御献立集」において見られる。
江戸時代には慶長12年（1607年）から文化8年（1811年）まで朝鮮通信使の来日が行われ、幕府や沿道諸藩による饗応では七五三・五五三の本膳料理が供された。この際にも引替膳が出された。

## 配膳
配膳の順序は、本膳、二の膳、三の膳、四の膳、五の膳の順にし、上座の客を先に、順次、下座の客におよぶようにし、最後に主人に配膳する。膳は、料理に呼気がかからないように両腕を伸ばし、身体から離して高めに捧げ持つ。持ち方は、膳を先方に向け、左右の両縁にそれぞれ両手を掛けて、客の前、適当な位置に進める。本膳は客の正面に、二の膳は客から向かって本膳の右に、三の膳は同じく左に、四の膳は、本膳のむこうがわ、本膳と二の膳との間に、五の膳は、同じく本膳と四の膳との間にかけて置く。

## 本膳料理の「家元」
室町時代の中期頃には、複雑になった本膳料理を専門に調理する料理流派が成立した。「大草流」「進士流」が有名で、『大草殿より相伝之聞書』など師匠から弟子へ一子相伝の料理の“秘法”を伝えていた。一方、礼法家の立場からは、本膳料理の食事作法を定めるようになり、小笠原流の『食物服用之巻』などのハウツー本が生まれた。

## 硯蓋
硯蓋（すずりぶた）は、江戸時代に出現したもので、卓袱料理や砂糖の普及とも絡んでいると思われる特異な献立である。当初は文字通り、硯の蓋に供されたともいわれる。硯蓋に出される料理はきんとん、羊羹、寒天菓子等の甘味類（料理の一品として出されるため料理菓子、口取り菓子とも呼ばれる）、あるいは蒲鉾、牛蒡や小魚の佃煮といった保存の利く食物が多く、これらは賓客が持ち帰る慣わしであった。ちなみに、御節料理としてお馴染みの伊達巻も硯蓋でよく出された料理といわれ、長崎では食感や製法の類似性から「カステラかまぼこ（カスティラかまぼこ）」とも呼ばれており、この三つの関連性は高いと思われる。
硯蓋に乗せる料理を口取りといい、もともとは饗の膳の最初に出る勝ち栗、のしあわび、昆布などを指したが、後にはきんとん、かまぼこ、魚鳥の甘煮をいうようになった
口取りという点では、硯蓋、台引き、五の膳は同じものであるが、硯蓋は酒宴のときに銚子・吸物のすぐ後に出すのに対し、台引き、五の膳は膳部で用いる。
懐石料理における八寸に似ているが、八寸がその場で食べて（これを食い切りという）、料理も酒肴に近い物が供されるが、硯蓋は前記のように菓子類や保存性の高い食品が盛られる。関西では硯蓋の料理を口取りといい、内容は似ているがその場で食べる慣わしであった。現在はコストや慣習の問題から廃れている。

## 本膳料理の退潮
室町時代の本膳料理はまったく儀礼のためのものであって、そのほとんどは威儀を正すための飾りであった。
このため、江戸時代に入ると、飾りのための料理である七五三膳と、食べるために簡略化した本膳料理に分離した。
江戸時代に入って合理化が進み、味噌や醤油といった新しい調味料や新しい調理法を取り入れ、季節ごとに食材を適宜選ぶなど改良が進んだ。
それでも、本膳料理ではすべての料理が膳に乗って一斉に配膳されるため、食べ進めるに連れて熱いものも冷めていき不味くなるという課題は依然として引き継がれた。
この点は、宣教師ジョアン・ロドリゲスも『日本教会史』中で指摘しているところである。
また、江戸幕府は武士に奢侈を禁じたため、武士階級の食べるものはかつての饗応よりも質素なものに限られた。寛文三年の令で国持大名と言えども二汁七菜を上限と定めた。さらに寛文八年には、老中は二汁三菜のほか肴一種、番頭ならびに千石以上は一汁三菜のほか肴一種、五百石以上は一汁二菜と定め、それ未満の身分の武士は公用を除き膳を取ることを禁じた。また汁・煮物の具の種類を増やすことも禁じた。
こうなっては武士は饗応料理から縁遠くなっていくが、これが松の廊下一件の遠因になっていく。
江戸時代中期になると、町人や富農にも本膳料理が用いられるようになるが、本膳料理には不合理なほどうるさい作法があり、民間で用いるにはあまりにも不便だった。
こうして、客を招く際の料理としては本膳料理は次第に廃れていき、茶懐石や会席料理がさかんになっていった。